# Comuna Senkivka, Horodnea
Senkivka (în ucraineană Сеньківка) este o comună în raionul Horodnea, regiunea Cernihiv, Ucraina, formată din satele Berîlivka și Senkivka (reședința).

## Demografie
Componența lingvistică a comunei Senkivka
     Ucraineană (95,83%)
     Rusă (2,43%)
     Belarusă (1,74%)
Conform recensământului din 2001, majoritatea populației comunei Senkivka era vorbitoare de ucraineană (95,83%), existând în minoritate și vorbitori de rusă (2,43%) și belarusă (1,74%).